# Tenagomysis macropsis
Tenagomysis macropsis är en kräftdjursart som beskrevs av W. M. Tattersall 1923. Tenagomysis macropsis ingår i släktet Tenagomysis och familjen Mysidae. Inga underarter finns listade i Catalogue of Life.